# Onuphis iriei
Onuphis iriei är en ringmaskart som beskrevs av Maekawa och Hayashi 1999. Onuphis iriei ingår i släktet Onuphis och familjen Onuphidae. Inga underarter finns listade i Catalogue of Life.